# Ethiek

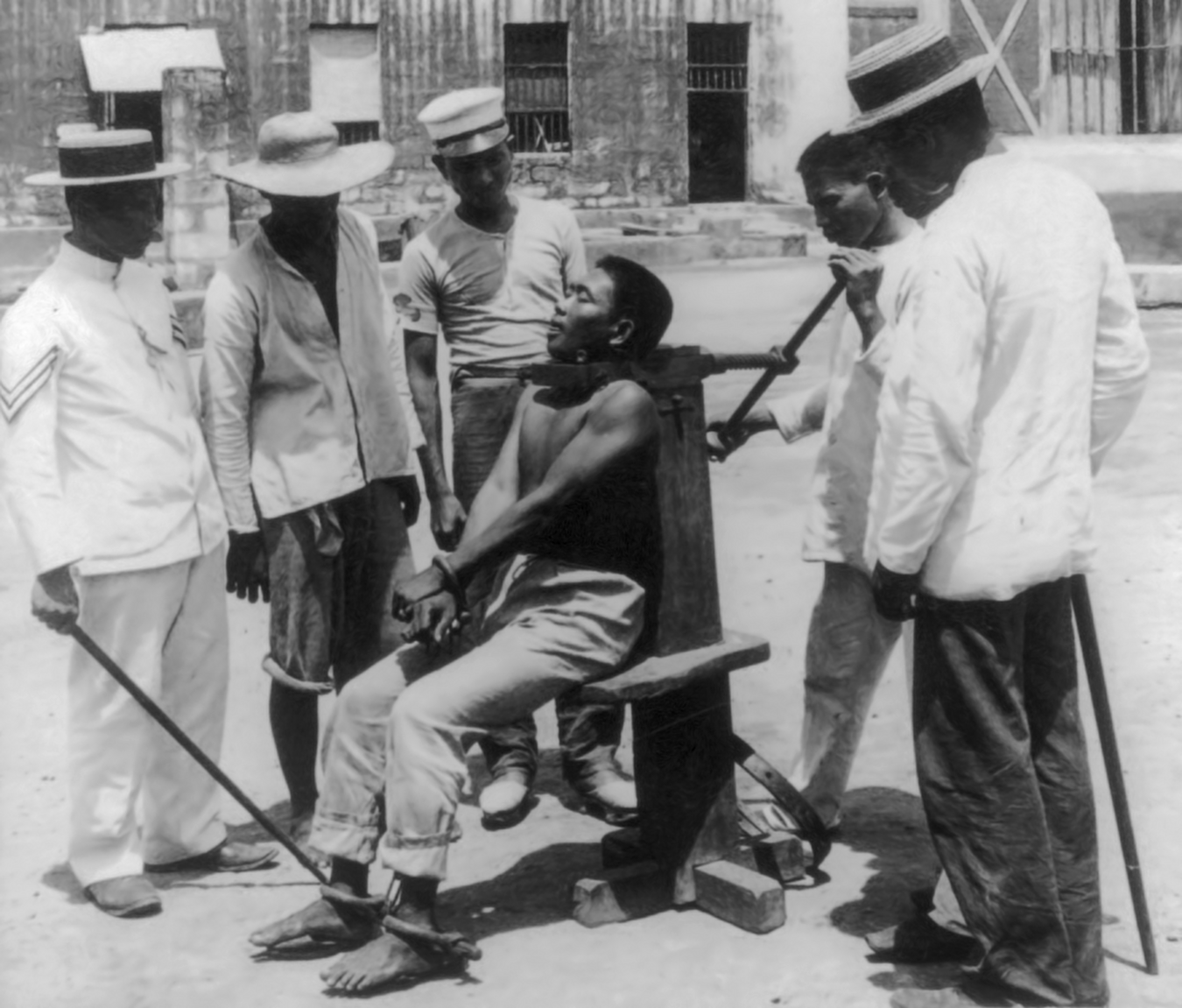
De doodstraf: ethisch verantwoord of niet?

Ethiek (Grieks: èthos, gewoonte of zedelijke handeling), moraalfilosofie, morele filosofie of moraalwetenschap is de tak van de filosofie die zich bezighoudt met de kritische bezinning op het juiste handelen.
De ethiek probeert de criteria vast te stellen waarmee een handeling als goed of fout kan worden gekwalificeerd, en waarmee de motieven en consequenties van deze handeling kunnen worden geëvalueerd. In de politiek, met name bij het maken van nieuwe (straf)wetten, bijvoorbeeld rondom abortus of euthanasie, speelt ethische bezinning een belangrijke rol. Ethische vragen in het bedrijfsleven vallen onder de noemer van de beroepsethiek, die over het juiste medisch handelen zijn het terrein van de medische ethiek. Daarnaast is de ethiek van het vakgebied, in bijvoorbeeld de geschiedschrijving, biologie en sociologie soms onderwerp van discussie.
Een ethisch filosoof vraagt zich af wat de uiteindelijke normen zijn voor het menselijk handelen. Hoewel in de omgangstaal ’ethisch’ in de betekenis van ’moreel’ wordt gebruikt, gaat het om twee verschillende gebieden: ’moraal’ is het zedelijk handelen zelf, terwijl ethiek de studie ervan is. Er zijn drie kennisgebieden waarin ethiek een belangrijke rol speelt: de wijsbegeerte, de theologie en de medische wetenschap. De term 'ethiek’ wordt daarnaast ook gebruikt voor de ethische principes van een bepaalde traditie, zoals de christelijke ethiek. Dit artikel gaat uitsluitend over de ethiek in  filosofische zin.
Ethiek kan verder descriptief (beschrijvend) of prescriptief (voorschrijvend) zijn. Het bestuderen en beschrijven, door een moraalfilosoof, zonder dat deze zelf een moreel standpunt inneemt, is de descriptieve ethiek. Het door ethici zelf ook standpunten uitdragen en verdedigen, is het terrein van de prescriptieve ethiek. De meta-ethiek ten slotte, houdt zich bezig met de vraag wat een ethische waarde is.

## Geschiedenis
De ethiek is niet de oudste discipline binnen de filosofie, maar ethische regels en voorschriften gaan verder terug dan hun opkomst in de filosofie. Ethiek is niet alleen onderwerp van wijsgerige reflectie en theorievorming, maar vormt ook een belangrijk aspect van het dagelijks leven. Factoren als religie, sekse, maatschappelijke ontwikkelingen en cultuur hebben altijd een invloed gehad op het ethisch perspectief van het individu. In het boeddhisme bestaan vijf voorschriften, die de basisethiek vormen voor een boeddhist. Het jodendom en het christendom kennen de tien geboden, en de islam de sharia. Iedere samenleving heeft dus een eigen, kenmerkende reeks voorschriften of ongeschreven morele wetten en normen, waaraan haar leden zich moeten houden. De filosofische ethiek onderscheidt zich door de wijze waarop ze de normen legitimeert. Terwijl vroegere samenlevingen hun normen baseerden op mythes en gewoontes, onderwierpen de eerste moraalfilosofen deze normen aan een kritisch onderzoek om ze rationeel te funderen.

### Oude Grieken

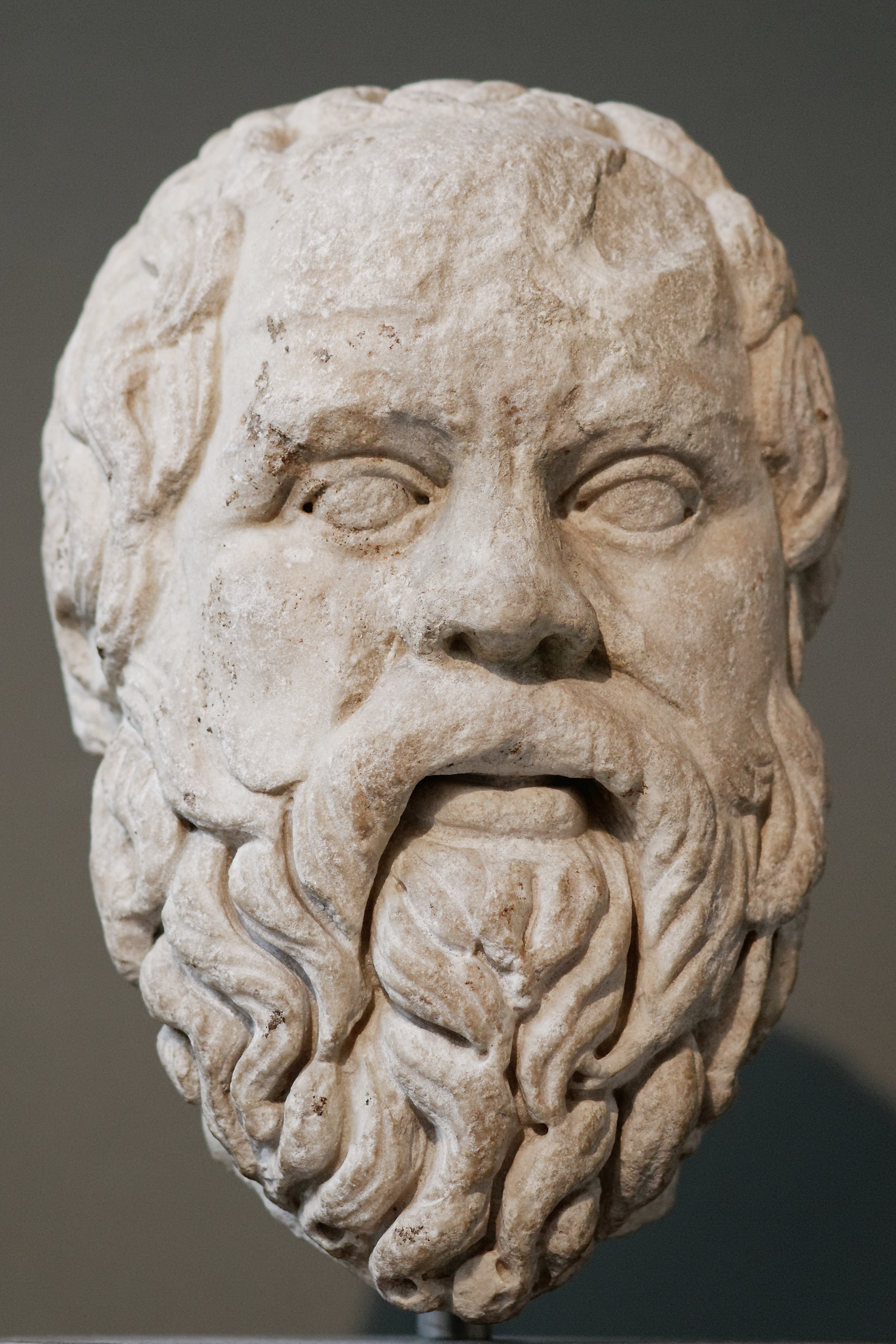
Socrates

De ethiek ontstond in de Westerse filosofie bij de oude Grieken. Hoewel er bij de Griekse natuurfilosofen, zoals Heraclitus (540 v.Chr. - 480 v.Chr.) en het pythagorisme ethische leerstellingen te vinden waren, waren deze nog sterk in de trant van een mythische of alledaagse levenswijsheid geschreven. Reeds Pythagoras onderwees dat de intellectuele aard superieur is aan de zinnelijke natuur, en dat het beste leven gewijd moet zijn aan mentale discipline. Het ontbrak deze wijsgeren echter nog aan een echte filosofische en rationele fundering van deze ethiek. De ethiek zou pas op de voorgrond komen door Socrates (469 v.Chr. – 399 v.Chr.) en Plato (427 v.Chr. - 347 v.Chr.) die in hun filosofie sterk ageerden tegen het moreel relativisme van de sofisten. De sofisten, zoals Protagoras (490 v.Chr. - 420 v.Chr.) en Gorgias (480 v.Chr. - 376 v.Chr.), stelden vragen bij de heersende ethische normen, door middel van verscheidene retorische technieken. Ze wezen vooral op de dubbelzinnige inhoud van veel ethische begrippen zoals rechtvaardigheid en goed en kwaad: iets kan goed zijn in de ene situatie, maar slecht in de andere. Het was met andere woorden allemaal maar subjectief en relatief, en Protagoras stelde dat "de mens de maat is van alle dingen."
Het was Socrates die sterk reageerde op dit moreel relativisme. Als een van de eerste filosofen richtte hij zich op de mens zelf en de ethische aspecten van het leven. Kennis over de mens werd door Socrates als hoogste kennis gezien, hoger dan kennis over de wereld wat als secundair werd gezien. Zelfkennis werd centraal gesteld als voorwaarde voor een goed en gelukkig leven. Volgens Socrates zou iemand die over de juiste kennis beschikt ook meteen het juiste doen. Dit staat bekend onder de naam socratisch intellectualisme. Slechte handelingen komen dus enkel en alleen voort uit onwetendheid. Niemand is bewust kwaadaardig. Daarnaast verbond hij de notie van kennis met deugd en deugd op haar beurt was gelijk aan geluk. Iemand die de juiste kennis bezat, zou meteen het goede doen en dan ook een gelukkig leven leiden. Ook Plato's filosofie moet begrepen worden vanuit een ethisch gezichtspunt. Door de zoektocht naar werkelijke kennis over ethische zaken kwam hij uit bij de kennistheorie en de wijsgerige antropologie, en via zijn ideeënleer ook bij de kosmologie en natuurfilosofie.
De filosoof Aristoteles (384 v.Chr. – 322 v.Chr.), een leerling van Plato, zette in zijn Ethica Nicomachea als eerste een systematische deugdenleer uiteen. Verder vatte hij de ethiek, de mens en de hele kosmos teleologisch op: alles streeft uiteindelijk naar zijn doel. Het doel van de mens is deugdzaam en gelukkig leven, en dat is dan ook het natuurlijke pad dat de mens moet bewandelen. Ook had Aristoteles kritiek op het eerder genoemde socratisch intellectualisme. Aristoteles wees erop dat er zoiets bestaat als Akrasia of wilszwakte: men kan iets slechts doen, wetende dat het fout is. Men kan bijvoorbeeld, wetende dat men moet opstaan om naar een afspraak te gaan, toch bewust blijven liggen en verder slapen. Overigens stond de ethiek niet centraal in het denken van Aristoteles, maar paste als deeldiscipline binnen een bredere filosofie.
Verdere stromingen
Ethiek stond opnieuw centraal bij de Stoa en het epicurisme.
Bij de Stoïcijnen, zoals de filosoof Epictetus (50 - 130 na Chr.), was het ethisch ideaal er een van onverstoorbaarheid en in zekere mate zelfs onverschilligheid tegenover de gebeurtenissen in de wereld. Dit stond bekend onder het begrip ἀπάθεια of apatheia, namelijk de algehele afwezigheid van affecten. De wereld was immers een geheel, geleid door een intellectuele, rationele Logos waaraan men als individu niet veel kon veranderen. Men moest dan ook niet protesteren tegen de dingen waarmee men werd geconfronteerd, of hopen dat de zaken anders gelopen waren.
Binnen het epicurisme werden gelijksoortige ideeën verdedigd, hoewel deze minder vergaand waren. Het ideaal was hier een leven zonder al te veel ongenoegens. Plezier of genot, mits men dit juist verstaat, valt voor Epicurus (341 v.Chr. - 270 v.Chr.) samen met de deugd zelf. Dit wilde voor Epicurus niet zeggen dat men zoveel mogelijk genot moet nastreven maar wel dat men selectief moet omgaan met bepaalde verlangens, en moet berekenen welke behoeftes het best zullen bijdragen aan geluk. Pijn kan bijvoorbeeld nuttig zijn en uiteindelijk leiden tot iets goeds. Andersom kan ook (kortstondig) genot uiteindelijk iets slechts opleveren, zoals bij een drugsverslaving.
Een verdere stroming bij de Oude Grieken was het hedonisme, dat evenals Epicurus het genot centraal plaatst, maar stelt dat men daadwerkelijk naar zo groot mogelijk genot moet streven. De voornaamste ethische regel was dan ook het maximaliseren van genot en het minimaliseren van pijn. Dit was bijvoorbeeld zo in de Cyreense School van Aristippos van Cyrene (435 v.Chr - 355 v.Chr.). Verder was er ook nog het pyrronisme, zoals bij Aenesidemus, dat sceptisch stond tegenover ethische regels omdat deze niet adequaat bewezen konden worden.

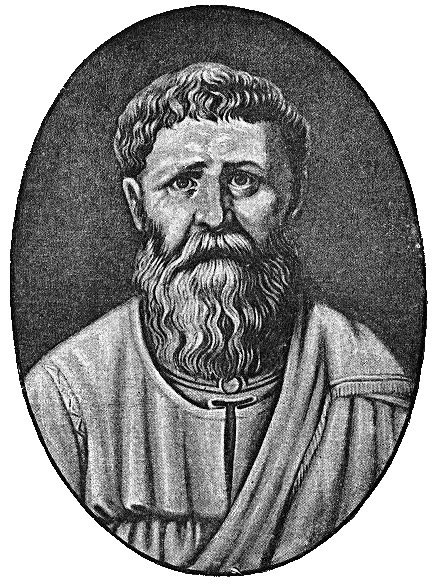
Augustinus van Hippo.

### Middeleeuwen
Aan het begin van de middeleeuwen kwam er door de opkomst van het christendom een nieuw element in het denken rond ethiek, namelijk de christelijke ethiek. Dit wilde echter niet zeggen dat de Griekse traditie volledig vergeten werd. Zo waren de kardinale deugden - verstandigheid, dapperheid, zelfbeheersing, samen vormend de rechtvaardigheid - al terug te vinden in het werk van Plato, en verder uitgewerkt door Aristoteles, en ook besproken door Cicero (106 v.Chr. – 43 v.Chr.). De term "kardinale deugden" werd echter pas gebruikt door Ambrosius van Milaan (339 - 397). Men vindt ze ook terug bij Thomas van Aquino (1225 – 1274). Later werden deze uitgebreid tot uiteindelijk de zeven deugden.
Bij een vroege christelijke denker als Augustinus van Hippo (354 – 430) stonden typisch christelijke begrippen als verlossing, erfzonde en het probleem van het kwaad centraal. Net als Aristoteles was hij aangelopen tegen het probleem van de wilszwakte, maar hij plaatste dit binnen een christelijk kader: hoe kan een mens (bewust) zondigen? Belangrijk is dat hij zich hierbij vooral richtte op de intentie van de dader, en niet zozeer op de gevolgen. Iets slechts willen doen is al genoeg om het als zonde te bestempelen, ook al doet de persoon in kwestie het niet. Zondigen is zich van God afkeren, want God is volgens Augustinus het zuivere goede. Bij Augustinus begint een traditie die het hele christelijke denken zou gaan domineren: de kracht van ethische regels komt voort uit God. De mens moet het goede doen omdat het met Gods wil overeenstemt.
Verder van belang is nog Petrus Abaelardus (1079 – 1142), die in zijn werk een "ethiek van de intentie" uiteenzet. Volgens Abaelardus moet men een daad niet beoordelen op basis van de gevolgen, de verlangens van de dader of de daad zelf. De dader heeft immers noch de gevolgen noch het verloop van de daad zelf in de hand, en hij kan ze daarnaast uitvoeren uit onwetendheid. Ook op basis van verlangens, bijvoorbeeld lust, kan men iemand niet veroordelen omdat deze verlangens zelf geschapen zijn door God en daarom dus niet slecht kunnen zijn. Het draait echter om de bewuste instemming met de daad door de dader zelf en dus de intentie die de dader heeft bij zijn daad. Een belangrijke opmerking hierbij, die Abaelardus zelf al maakte, is dat menselijke rechters nooit direct de intentie van een dader kunnen waarnemen. Mensen beoordelen daden op basis van de gevolgen, en rechtbanken veroordelen ook vaak ter afschrikking van toekomstige daders. Het menselijke recht is dan ook per definitie onvolmaakt en het echte, juiste ethische oordeel kan alleen gemaakt worden door het alziend oog van God. Mensen zullen dan ook op gepaste wijze worden beoordeeld na de dood.
De scholastische filosoof en theoloog Thomas van Aquino (1225 – 1274) verbond in zijn denken elementen van de Aristotelische deugdenleer met christelijke elementen. Aquino stelde een reeks deugden op die hij ethisch deugdzaam beschouwde, maar verbond ze ook met de idee dat deze een uitdrukking zijn van de rationele orde of natuurwet, die voortkomt uit de Goddelijke Wil. Naast de kardinale deugden, zoals die bij Plato terug te vinden zijn, plaatst Aquino nog drie christelijke deugden, namelijk die van geloof, liefde en hoop. Het hoogste Goed zit volgens Thomas in de eeuwige gelukzaligheid die men na de dood ervaart, door het aanschouwen van God. Iemand als Johannes Duns Scotus (1266 – 1308) beweerde evenzo dat het centrale ethische vertrekpunt de "liefde voor God" is. Dit is dan ook de maatstaf voor elke morele evaluatie: iets is goed als het verenigbaar is met de liefde voor God en iets is verwerpelijk als het tegen de liefde van God ingaat. Dit had wel als gevolg dat de 'goede' daden van heidenen, die van het bestaan van God niets af wisten, hoogstens als moreel neutraal werd beschouwd.

### Renaissance en Verlichting
Met de renaissance verloor het idee dat de mens volledig in de kosmos was ingebed langzamerhand terrein. De nieuwe ideeën, voortvloeiend uit de opkomende wetenschappen, bijvoorbeeld de copernicaanse revolutie, toonden aan dat de kosmos in feite onverschillig stond tegenover de mens, en men dus geen ethiek kon baseren op de natuur zelf. De idee van een doelgerichtheid in de natuur werd verlaten.

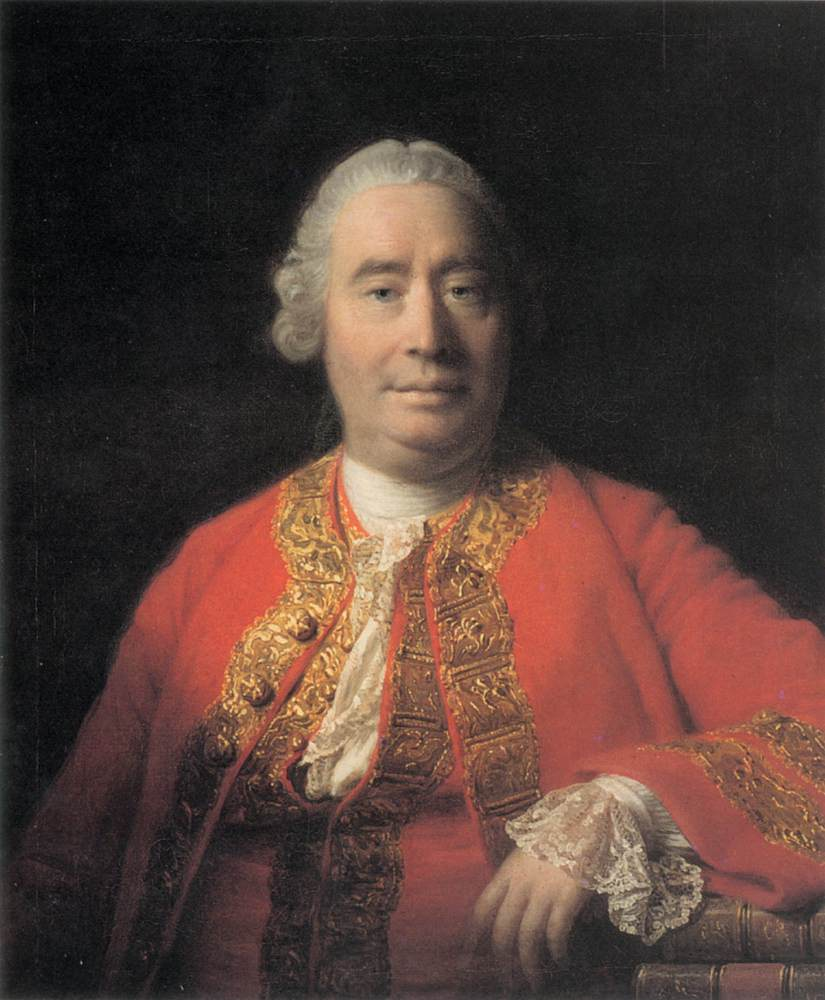
David Hume.

De Engelse filosoof Thomas Hobbes (1588 – 1679) vertrok bijvoorbeeld uit een puur materialistisch wereldbeeld. Zo geloofde hij niet in het bestaan van de ziel, maar enkel in natuurlijke oorzaken. Ethische concepten als goed en kwaad waren enkel een product van de menselijke verlangens en ongenoegens. Goed is dus wat men verlangt en slecht is waar men onlust aan beleeft. In Leviathan (1651) zet Hobbes uiteen dat de ordelijke samenleving slechts een product is van een sociaal contract dat louter ontstaan is uit welbegrepen eigenbelang, om de oorlog van allen tegen allen te beëindigen. De leden van zo'n samenleving leveren hun vrijheid dan over aan de Leviathan of Heerser, die met ijzeren hand regeert en de wetten opstelt.
Latere filosofen zullen niet zover gaan als Hobbes, maar trachten daarentegen nieuwe ethische systemen en theorieën te ontwikkelen. Filosofen als René Descartes (1596 – 1650) en Baruch Spinoza (1632 – 1677) grepen bijvoorbeeld terug op de oude ethische theorieën van de Stoa en het epicurisme. In Les passions de l'âme (1649) zet Descartes bijvoorbeeld een hele bespreking van de passies uiteen en hoe men hiermee moet omgaan. David Humes (1711 – 1776) Enquiry Concerning the Principles of Morals (1751) bevat een uitgebreide uiteenzetting over de morele psychologie van de mens en zijn ideeën over goed en kwaad. Hierin maakt Hume twee onderscheiden, enerzijds tussen nuttige en aangename deugden, en anderzijds tussen natuurlijke en artificiële deugden. Zijn werk is niet normatief, voorschrijvend, maar vooral descriptief, wil vooral beschrijven hoe mensen ethisch oordelen in de praktijk. Het werk van Hume is normatief in de zin dat het bepaalde ethische regels voorschrijft. Dit hangt voornamelijk samen met Humes overtuiging dat morele oordelen niet uit de rede voortkomen, maar uit de menselijke gevoelswereld.
Humes nadruk en analyse van het nut bij deugden, en de nadruk - net als Hobbes - op het gevoelsaspect bij de ethiek, resulteerde in een nieuwe ethische theorie, namelijk het utilitarisme. Deze theorie werd voornamelijk uitgewerkt door Jeremy Bentham (1748 – 1832), James Mill (1773 – 1836) en diens zoon John Stuart Mill (1806 – 1873). Bentham stelde, in de lijn van Epicurus, dat het menselijk leven vooral gericht was op het vermeerderen van genot en het vermijden van pijn. De ethiek heeft dan ook als voornaamste leidraad het bevorderen van het menselijk geluk. Het voornaamste doel van het handelen, om als goed gekwalificeerd te kunnen worden, was het maximaliseren van het totale geluk. John Stuart Mill formuleerde ook als een van de eersten het schadebeginsel.
Een andere ontwikkeling, en in zekere zin tegengesteld aan het utilitarisme, was de deontologie in het werk van Immanuel Kant (1724 - 1804). In zijn Grundlegung zur Metaphysik der Sitten (1785) en later in zijn Kritik der praktischen Vernunft (1788) zet hij een volledig andere ethiek uiteen, gebaseerd op de notie van plicht. Een goede daad bestaat volgens Kant uit de overeenkomst van die daad met een juiste morele regel of maxime, ongeacht wat de gevolgen of omstandigheden zijn. Concreter betekende dit voor Kant dat ethisch handelen, handelen in overeenstemming met de categorische imperatief is. Centraal staat ook de notie van "goede wil", want volgens Kant kan elke morele deugd, zo beschreven door de vroegere auteurs, uiteindelijk altijd nog gebruikt worden in kwade zin. Intelligentie of geduld kunnen evengoed nuttig zijn bij het overvallen van een bank.

### Negentiende eeuw

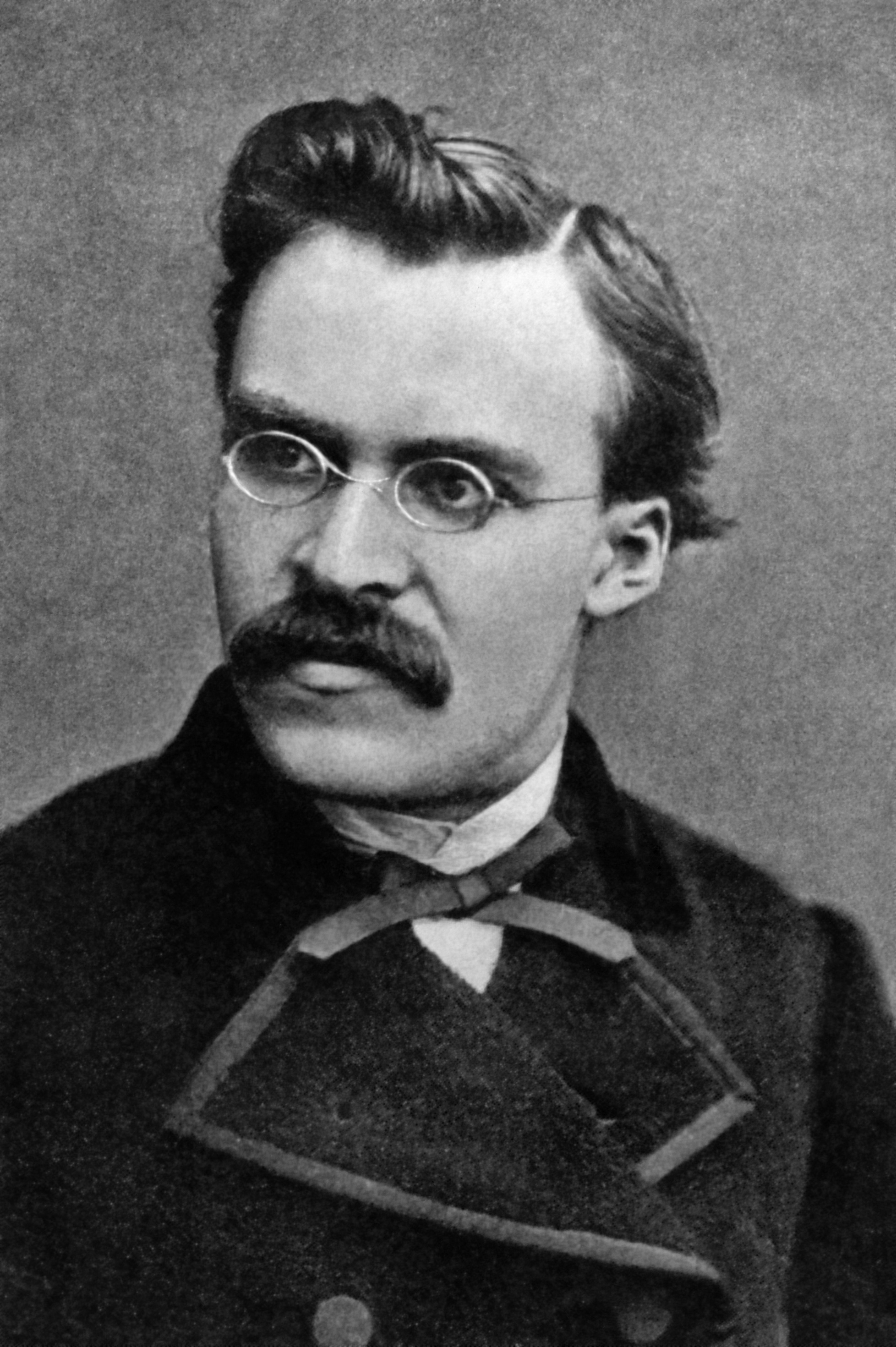
De Duitse filosoof Friedrich Nietzsche staat bekend als een sterke criticus van de ethiek.

Verdere filosofen die een uitgebreide beschrijving van de ethiek hebben geleverd waren Arthur Schopenhauer (1788 - 1860) en Friedrich Nietzsche (1844 – 1900). Schopenhauer zag in Die Welt als Wille und Vorstellung de wereld eigenlijk volledig als een manifestatie van een soort Wil, waarvan de concrete individuen ook delen zijn. In feite zijn er dus geen individuen, maar zijn zij slechts fenomenale (waargenomen) manifestaties van deze Wil. Ethiek bestaat er volgens Schopenhauer dan ook uit dit gegeven te doorzien, en dus door de sluier van het fenomenale (het waargenomene) de Wil te zien. Eens men dit door heeft, ziet men in dat alle mensen eigenlijk deel uitmaken van dezelfde Wereldwil. Het kwellen van een ander is uiteindelijk dus enkel het kwellen van jezelf.
Hoewel Nietzsche zich baseert op de metafysica van Schopenhauer, trekt hij er toch u andere conclusies uit. In feite staat Nietzsche vooral bekend als een criticus van de ethiek, met voornamelijk Plato, Kant en het utilitarisme als doelwit. In zijn werk Zur Genealogie der Moral (1887) zet hij een eigenzinnig beeld over de oorsprong van de ethiek uiteen. Concreter past hij er zijn typisch genealogische methode toe en typeert hij de hedendaagse ethiek als een slavenmoraal, waarbij de oorspronkelijke ethiek van de mensheid een herenmoraal was: de deugden die bij hem het hoogst stonden aangeschreven waren grootsheid, spilzucht en moed. Door de tijd heen en met name onder invloed van het christendom zijn echter de slaven uit deze samenleving, door listige trucs, erin geslaagd de rollen om te draaien en hun deugden zoals ascese, matigheid en gehoorzaamheid als hoogste te laten gelden.

### Hedendaagse Tijd
Binnen de hedendaagse filosofie is het belangrijk op te merken dat er een zekere splitsing is ontstaan tussen de continentale en analytische filosofie. Hoewel beide zich hebben beziggehouden met de ethische problematiek, hebben ze het op hun eigen manier gedaan.
Analytische filosofie
Binnen de analytische traditie, ontstond er aanvankelijk een zekere scepsis tegenover de ethiek, zeker tegenover grote ethische systemen. De filosoof
G.E. Moore (1873 - 1958) heeft desondanks een klassieker geschreven op het vlak van de ethiek, namelijk Principia Ethica (1903) waarin hij onder andere de naturalistic fallacy uiteenzet. De grote scepsis tegenover de ethiek kwam vooral voort uit het vroege werk van Ludwig Wittgenstein (1889 – 1951), die in zijn Tractatus Logico-Philosophicus (1922) stelt dat de mens niets zinnig kan zeggen over ethiek. De Wiener Kreis en hun logisch positivisme nemen dit idee over en zullen dit uitwerken in de theorie van het emotivisme, dat stelt dat ethische uitspraken niets meer zijn dan een uiting van gevoelens.
Na de Tweede Wereldoorlog kwam er een heropleving van de moraalfilosofie binnen de analytische traditie. Oorzaken zijn het verval van het logisch positivisme, en de publicaties van Elizabeth Anscombe (1919 – 2001) haar Modern Moral Philosophy (1958) en John Rawls' (1921 – 2002) A Theory of Justice (1971) die beiden nieuwe alternatieven formuleerden op het klassieke utilitarisme. Zo kwam er door het werk van Anscombe, die zowel de deontologie als het consequentialisme als ongeschikt zag, een hernieuwde aandacht voor de deugdethiek. Hedendaagse analytische filosofen die zich met ethiek hebben beziggehouden zijn onder anderen John Mackie (1917 – 1981), Thomas Nagel (*1937), Derek Parfit (*1942), Peter Strawson (1919 – 2006) en Bernard Williams (1929 — 2003). Mackie staat bekend om zijn werk Ethics: Inventing Right and Wrong (1977) waarin hij het bestaan van objectieve (ethische) waarden ontkent. De filosofen Williams en Nagel hebben zich dan weer beziggehouden met ethische problemen zoals dat van Moral Luck. In het boek Reasons and Persons (1984) van Parfit worden dan weer een aantal nieuwe problemen in de ethiek aangestipt, voornamelijk in de bevolkingsethiek.
Continentale filosofie
Binnen de continentale filosofie heeft ethiek altijd een belangrijke rol gespeeld. Doch er doen zich problemen voor als men de ethische theorieën van deze filosofen wil destilleren uit hun filosofie en apart bespreken. Daarvoor bestaan verschillende redenen. Allereerst wordt de ethiek niet zozeer als een apart staand gegeven opgevat, maar als een geïntegreerd deel in het gehele filosofische systeem dat de filosoof uitwerkt, zoals ook al bij filosofen als Schopenhauer en Kant het geval was. Daarnaast was er de continentale afkeer, zeker na de Tweede Wereldoorlog, voor het uitbouwen van gehele filosofische systemen en dus ook ethische systemen. De postmoderne filosofie heeft zo wel veel aandacht voor het ethische in het leven, maar wil het niet in een strikt kader stoppen, maar net de alteriteit van het ethische bewaren.
Dit vindt men bijvoorbeeld terug in het werk van de Franse filosoof Jean-François Lyotard (1924 - 1998) die in La condition postmoderne (1979) "het einde van de grote verhalen" (grand récits of metanarratifs) afkondigt, en dus ook van grote ethische stelsels. Zulke absolute systemen hebben historisch bewezen te leiden tot onderdrukking van dissidente elementen binnen een maatschappij. Wat we op ethisch vlak dan ook moeten doen volgens Lyotard is "getuigenis afleggen" van deze eeuwige conflicten tussen systemen en de dissidente elementen (Le différend). Deze ideeën kon men echter al eerder terugvinden bij Theodor Adorno (1903 – 1969) en Max Horkheimer (1895 – 1973) die in hun werk Dialektik der Aufklärung (1947) verklaren dat de Verlichting in haar tegendeel is omgeslagen. Net als Lyotard hebben zij hun hoop verloren in de grote systemen. In zijn Minima Moralia (1951) zal hij gelijkaardig aan Lyotard beweren dat men niet meer kan doen dan pogen de aandacht te vestigen op deze elementen die onherleidbaar anders zijn. Dit thema is ook aanwezig bij andere postmoderne filosofen zoals de Italiaanse filosoof Gianni Vattimo (*1936).
Een sterk uitgebouwde continentale ethiek vindt men wel terug in het werk van Martin Buber (1878 – 1965) in zijn Ich und Du (1921) en later ook Emmanuel Levinas (1906 - 1995) in  Totalité et Infini: essai sur l'extériorité (1961). Bij deze filosofen komt de nadruk vooral te liggen op de ethische relatie tussen verschillende personen. Volgens Levinas is de ethiek bijvoorbeeld terug te vinden in de confrontatie met het "gelaat van de Ander". Men ziet in de andere mens, wanneer hij lijdt, hoe hij roept om geholpen te worden en zowaar het gebod oplegt "Gij zult niet doden". Men kan dit ook in verband brengen met het personalisme van Emmanuel Mounier (1905 - 1950).
Verdere belangrijke hedendaagse ontwikkelingen zijn ontstaan uit de zogenaamde zorgethiek (ethics of care) met personen als Carol Gilligan (*1936) en Nel Noddings (*1929) die de aandacht willen vestigen op het meer gevoelsmatige en particuliere aan het ethisch oordelen. Zij zetten zich af tegen een opvatting van ethiek als zou het om abstracte ethische regels gaan. Verder is er ook nog de Duitse filosoof en socioloog Jürgen Habermas (*1929) die in zijn Moralbewußtsein und kommunikatives Handeln (1983) een "discoursethiek" uiteenzet: een norm is geldig wanneer hij het resultaat is van een rationele consensus tussen alle betrokken partijen. Ook Karl-Otto Apel (*1922) heeft een gelijkaardige visie uitgewerkt. Als laatste element moet ook nog de opkomende invloed vanuit de milieufilosofie opgemerkt worden: verscheidene filosofen zoals Peter Singer (*1946), maar ook de Vlaamse Etienne Vermeersch (*1934) hebben opgeroepen dat ook ecologische thema's zoals overbevolking, dierenrechten en milieuverontreiniging een plaats moeten krijgen binnen de ethiek.

## Methodologie
De ethiek is in feite een bijzondere discipline binnen de filosofie, voornamelijk omdat ze sterk verschilt in haar methodologie. Dit inzicht vindt men bijvoorbeeld al bij de Griekse filosoof Aristoteles, die stelde dat de ethiek een praktische discipline is, omdat zij gericht is op het menselijk handelen. Zij kan met andere woorden geen zekerheden vastleggen, maar hoogstens waarschijnlijkheden. Daarnaast had de moraalfilosofie ook voor Aristoteles het doel om mensen ethisch te doen handelen, en niet slechts louter de ethiek te doen begrijpen.

### Bewijsvoering in de ethiek
Ethiek is niet alleen onderwerp van wijsgerig en theoretische bezinning, maar iets waarmee men ook in het dagelijks leven wordt geconfronteerd. Belangrijk is dan ook het gegeven van "ethische intuïties" die men heeft. Moraalfilosofen doen vaak een beroep op de intuïties om ethische theorieën al dan niet te staven of te verwerpen. Bewijzen zoals die bijvoorbeeld voorkomen in de wiskunde zijn in de ethiek dan ook niet mogelijk. Waarschijnlijkheidsbewijzen kunnen in de ethiek voldoen. Via retorische bewijsvoering tracht de ethicus anderen met argumenten te overtuigen. Hierbij fungeert de traditie als referentiekader. In de empirische wetenschappen wordt een theorie verlaten als zij tekortschiet bij het in beeld brengen van de feiten. In de filosofie gaat men hier anders mee om. Een theorie is altijd een onvolmaakte uitleg van ervaring, die in discussie met andere theorieën verrijkt kan worden. Binnen de ethiek gaat het niet om de verklaringskracht maar om het rechtvaardigingsvermogen.
In de modale logica wordt echter wel getracht om ethische bewijsvorming te formaliseren middels de zogenaamde deontische logica waarin men op een logische wijze constructies als "het is verplicht om" (genoteerd als {\displaystyle O}) en "het is toegestaan om" (genoteerd als {\displaystyle P}) en "het is verboden om" (genoteerd als {\displaystyle F}) gebruikt. Verscheidene logici binnen dit gebied vertrekken van de gulden regel als criterium. Een voorbeeld:

P1: Behandel de mensen in alles zoals je wilt dat ze jullie behandelen. (Gulden regel)
P2: Je wilt niet dat mensen tegen je liegen.
C1: Lieg niet tegen andere mensen. (volgt uit P1, P2)
Vaak wordt er ook gebruikgemaakt van verschillende gedachte-experimenten, ethische dilemma's of beroept men zich op casuïstiek. Deze gevallen kunnen in beide richtingen werken: ze kunnen zowel dienen ter ondersteuning van een bepaalde ethische theorie, maar ook als tegenwerping tegen een bestaande ethische theorie. Bekend zijn bijvoorbeeld de trolley gevallen, voor het eerst geformuleerd door Philippa Foot in 1967. Foot stelt een paar hypothetische gevallen voor waarin de lezer dan wordt gevraagd een ethische beslissing te nemen. Zo staat men bijvoorbeeld bij een wissel en ziet men een stuurloze trein aankomen. Nu kan men kiezen om enerzijds de hendel over te halen met het gevolg dat een persoon - die op dat spoor staat - het leven laat, terwijl als men niets doet er vijf personen zouden sterven, op het andere spoor. Moet men deze hendel overhalen? Men kan dit geval nog gecompliceerder maken door te stellen dat die ene persoon een briljante dokter is die weleens het geneesmiddel voor een tot dan ongeneeslijke ziekte kan ontdekken, of te stellen dat men niet een hendel moet omhalen maar een dikke persoon van een brug op de sporen moet duwen om de trein te stoppen (in plaats van dat hij op het treinspoor staat).

### Vraagstelling
Ethiek kan zich enerzijds buigen over heel specifieke vragen zoals:
- Mag de echtgenoot van een comapatiënte besluiten over haar euthanasie, ook als haar familie erop tegen is? (de kwestie Terri Schiavo)
- Mogen dieren gebruikt worden in laboratoria die medicijnen ontwikkelen? (de discussie rond dierproeven)
- Mag een persoon worden afgeluisterd, als maar gedacht wordt dat hij "terrorist" zou kunnen worden/zijn? (de Patriot Act)

Anderzijds houdt ethiek zich ook bezig met algemenere vragen zoals
- "Heiligt een doel ooit de middelen?"
- "Wat is rechtvaardigheid?"
- "Moet men een handeling afwegen aan de hand van haar gevolgen of telt net de intentie?"
- "Wanneer is een persoon verantwoordelijk voor zijn daad?"

### Opleiding
Ethiek is een vakgebied binnen de filosofie, hoewel het traditioneel ook wel gezien wordt als een onderdeel van een godsdienstige vorming. Deze opleiding is dan evenwel steeds gekleurd volgens de gerelateerde godsdienst. 'Ethicus' is geen beschermde titel. Een speciale studie of opleiding is er dan ook niet voor. Theologie of filosofie zijn goede mogelijkheden. Ook een universitaire (master)opleiding behoort tot de mogelijkheden. Dit kan een afstudeerrichting binnen filosofie zijn, of een zelfstandige opleiding, zoals master in de moraalwetenschappen aan de universiteit van Gent. Een andere opleiding bestaat uit een specialisatie (master-na-master) in de ethiek, volgend op een andere wetenschapsdiscipline. Men specialiseert zich dan in de ethische aspecten van zijn domein, bijvoorbeeld bio-ethiek na medische wetenschappen of ethisch bankieren, na een economische opleiding.

## Deelgebieden van de moraalwetenschap
Er zijn vier verschillende deelgebieden van de moraalwetenschap:
- Normatieve benadering - waarbij men morele posities inneemt, is onderverdeeld in:
  1. Algemene normatieve ethiek - formuleert morele basisprincipes en maatstaven. Normatieve ethiek zoekt naar principes (of de beginselen) die het menselijk gedrag leiden of reguleren, zodanig dat we kunnen weten wat goed of fout is. In het algemeen is normatieve ethiek de poging om een test of criterium te vinden voor wat moreel gedrag is en wat niet.
- Non-normatieve benadering - waarbij geen morele posities worden ingenomen, is onderverdeeld in:
  1. Descriptieve ethiek - probeert moreel gedrag feitelijk te beschrijven en te begrijpen.
  2. Meta-ethiek - richt zich op centrale begrippen van de ethiek (zoals 'recht', 'plicht' en 'verantwoordelijkheid') en vergelijkt verschillende moralen. Meta-ethiek behelst de studie van ethische begrippen, waar ze vandaan komen en wat ze betekenen. Zij vraagt zich ook af of er een ethisch systeem is, onafhankelijk van onze eigen standpunten, dat in elke situatie kan worden toegepast en dit voor elk gewenst moment of plaats.
  3. Toegepaste ethiek - richt zich op specifieke kwesties als abortus en journalistieke juistheid. Het gaat hier om de studie van specifieke problemen met gebruik of toepassing van morele ideeën die werden onderzocht in de normatieve ethiek en gebaseerd op de inzichten van de meta-ethiek. Toegepaste ethiek valt soms samen met politieke of maatschappelijke vragen, maar behoudt altijd een morele dimensie.

### Normatieve en descriptieve ethiek
Binnen de normatieve ethiek zoekt men dus naar de basisfundamenten of regels voor het moreel handelen. Normatieve ethiek wil dan ook altijd prescriptief zijn: het wil voorschrijven hoe mensen zich zouden moeten gedragen, ook al is dit niet zo in de praktijk. Mensen zouden zich zo moeten gedragen, en zich dus eventueel aanpassen aan de regels die uit dit onderzoek voortkomen. Traditionele theorieën die spreken over criteria wanneer een handeling goed of fout is zijn onder anderen, het utilitarisme, de deontologie, deugdethiek en bepaalde sociaal contracttheorieën zoals die bijvoorbeeld terug te vinden zijn bij John Rawls.
De normatieve ethiek kan men verder opdelen in twee hoofdstromingen:
- Teleologische ethiek (van het Griekse telos, dat 'doel' betekent) stelt zich een hoger doel waar de verdere moraal toe ten dienste staat. Voorbeelden van zulke te bereiken doelen zijn 'het meeste menselijk geluk' of 'het grootste maatschappelijke nut'.
- Deontologische ethiek (van het Griekse deon, dat 'plicht' betekent) stelt dat gedrag 'goed' of 'slecht' is onafhankelijk van de menselijke wensen. Zo zeggen deontologen bijvoorbeeld dat men de plicht heeft om een gehate massamoordenaar een eerlijke rechtszaak te geven, al zou men hem het liefst publiekelijk lynchen.

Aristoteles' ethiek is een belangrijk voorbeeld van teleologische ethiek. Het geluk (eudaimonia) is volgens Aristoteles het hoogste doel dat in de natuurlijke orde besloten ligt. Mills ethiek is liberalistisch (iedereen mag doen wat hij wil als hij de ander niet schaadt; het zogenaamde schadebeginsel) en aristotelisch (streven naar menselijke voortreffelijkheid). Kants ethiek is daarentegen deontologisch: de juiste handelwijze wordt ingegeven door de vooraf gestelde categorische imperatief, dat niet in relatie staat tot een of ander doel. Ook bij Rawls heeft 'het juiste' prioriteit boven 'het goede'. Het juiste is ontleend aan het algemene principe van rechtvaardigheid en hoort onafhankelijk te staan van wat mensen goed vinden.
De descriptieve ethiek, in tegenstelling tot de normatieve ethiek wil dan weer louter het moreel gedrag beschrijven zoals het het terugvindt in de maatschappij. Het gaat hier dus om een empirisch onderzoek naar de morele overtuigingen van de mensen. De descriptieve ethiek spreekt zich dan ook niet uit over de juistheid van bepaalde morele overtuigingen, maar is slechts geïnteresseerd in hoeverre deze overtuigingen voorkomen. Een van de voornaamste descriptieve ethici was de Schotse filosoof David Hume. Vandaag de dag wordt dit aspect eerder opgenomen in de sociologie en antropologie, alsook in de culturele psychologie. Zo ontwikkelde bijvoorbeeld de psycholoog Lawrence Kohlberg een psychologische theorie over de ontwikkeling van het moreel oordelen.

### Meta-ethiek

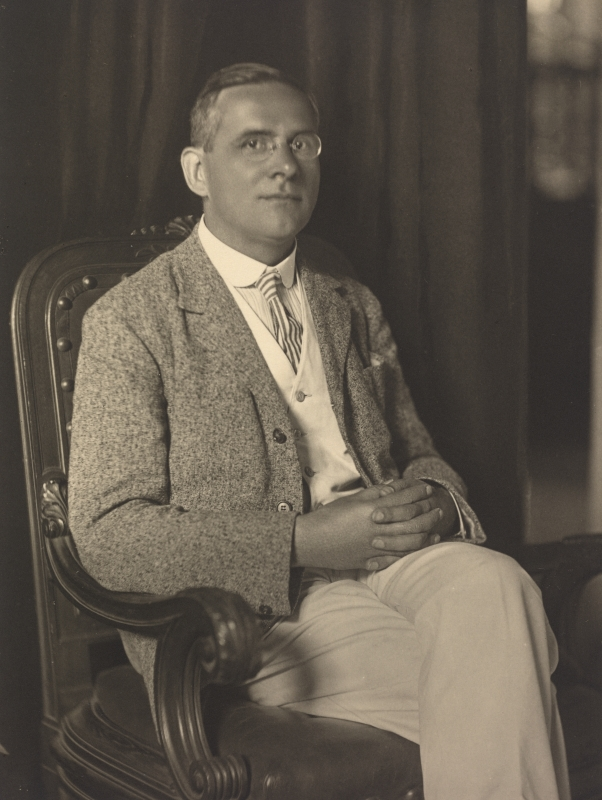
De filosoof Moritz Schlick was de leider van de Wiener Kreis.

De deeldiscipline van de meta-ethiek gaat dan weer over de vraag wat de inhoud en betekenis is van moreel taalgebruik en vraagt zich daarnaast ook af welke realiteit er aan morele feiten kan toegeschreven worden. Het heeft dus ook raakvlakken met zowel de taalfilosofie als de metafysica. Concreter kan men in de meta-ethiek een onderscheid maken tussen twee groepen:
- cognitivisme: morele uitspraken zijn uitspraken die waar of onwaar kunnen zijn met betrekking tot de wereld.
- non-cognitivisme: morele uitspraken hebben geen waarheidscondities. Morele uitspraken hebben met andere woorden geen cognitieve inhoud.

De meta-ethiek kwam vooral op binnen de analytische filosofie, bij haar ontstaan aan het begin van de 20e eeuw. Hierbinnen vertrok ze van twee fundamenten, terug te vinden in het werk van enerzijds G.E. Moore en David Hume, en anderzijds het logisch positivisme. Moore beschreef zo in zijn Principia Ethica (1903) de naturalistic fallacy, en een gelijkaardig idee was ook al terug te vinden in het werk A Treatise of Human Nature (1739) van Hume, bekend als het is-ought problem. In een notendop komt dit punt erop neer dat men nooit het ethische kan afleiden van het natuurlijke of feitelijke. Ik kan met andere woorden nooit uit de wereld, de empirische wereld, afleiden wat ik als mens moet doen en hoe ik moet handelen. Moore stelde zo in zijn werk dat men de term "goed" nooit verder kon analyseren in natuurlijke termen als "aangenaam" of "beschaafd". Van deze dingen kon men bijvoorbeeld nog altijd verder vragen of ze wel werkelijk goed zijn.
Het tweede fundament is terug te vinden in het werk van de Wiener Kreis en hun logisch positivisme, maar is ook in een aangepaste vorm terug te vinden in de Tractatus Logico-Philosophicus (1914) van Ludwig Wittgenstein. Daarin zet Wittgenstein zijn correspondentietheorie van de waarheid uiteen: een uitspraak is waar als deze correspondeert met een feit uit de werkelijkheid. Als men dit schema echter toepast op ethische uitspraken ziet men dat er niets mee correspondeert: men vindt de "slechtheid" van een daad niet in de wereld terug. Het logisch positivisme werkte dit idee verder uit in de theorie van het emotivisme: ethische of morele uitspraken zijn eigenlijk louter uitingen van emoties. Stellen dat iets goed is wil niets meer zeggen dan dat je dat feit aangenaam vindt of leuk, iets moreel afkeuren is niets anders dan je er slecht bij voelen.
Deze ideeën hebben aangezet tot verschillende vormen van non-cognitivisme, maar hebben ook hun invloed in enerzijds het moreel relativisme, dat stelt dat er eigenlijk geen vaste morele waarden bestaan, maar anderzijds ook in het ethisch scepticisme zoals men dat terugvindt bij John Mackie. Mackie verdedigt in zijn werk Ethics: Inventing Right and Wrong (1977) dan ook de thesis dat morele waarden niet bestaan want ze zijn niet terug te vinden in de werkelijkheid. Dit blijkt volgens Mackie uit enerzijds het feit dat morele standaarden sterk verschillen naargelang de cultuur waarin men leeft, en het anderzijds ook niet duidelijk zou zijn wat voor iets een "morele waarde" zou zijn, mocht het echt bestaan in de wereld. Het zou iets totaal anders moeten zijn dan enig ander ding waarmee we in contact komen. Morele waarden vinden we dus niet terug in de wereld, maar projecteren er zelf in. Mackie is dus geen non-cognitivist, maar net een cognitivist die stelt dat alle morele uitspraken gewoon fout zijn. Op deze stelling zijn vele reacties gekomen die de juistheid van deze thesis ontkennen, onder anderen bij filosofen als Peter Strawson en Thomas Nagel die beide cognivisten zijn.

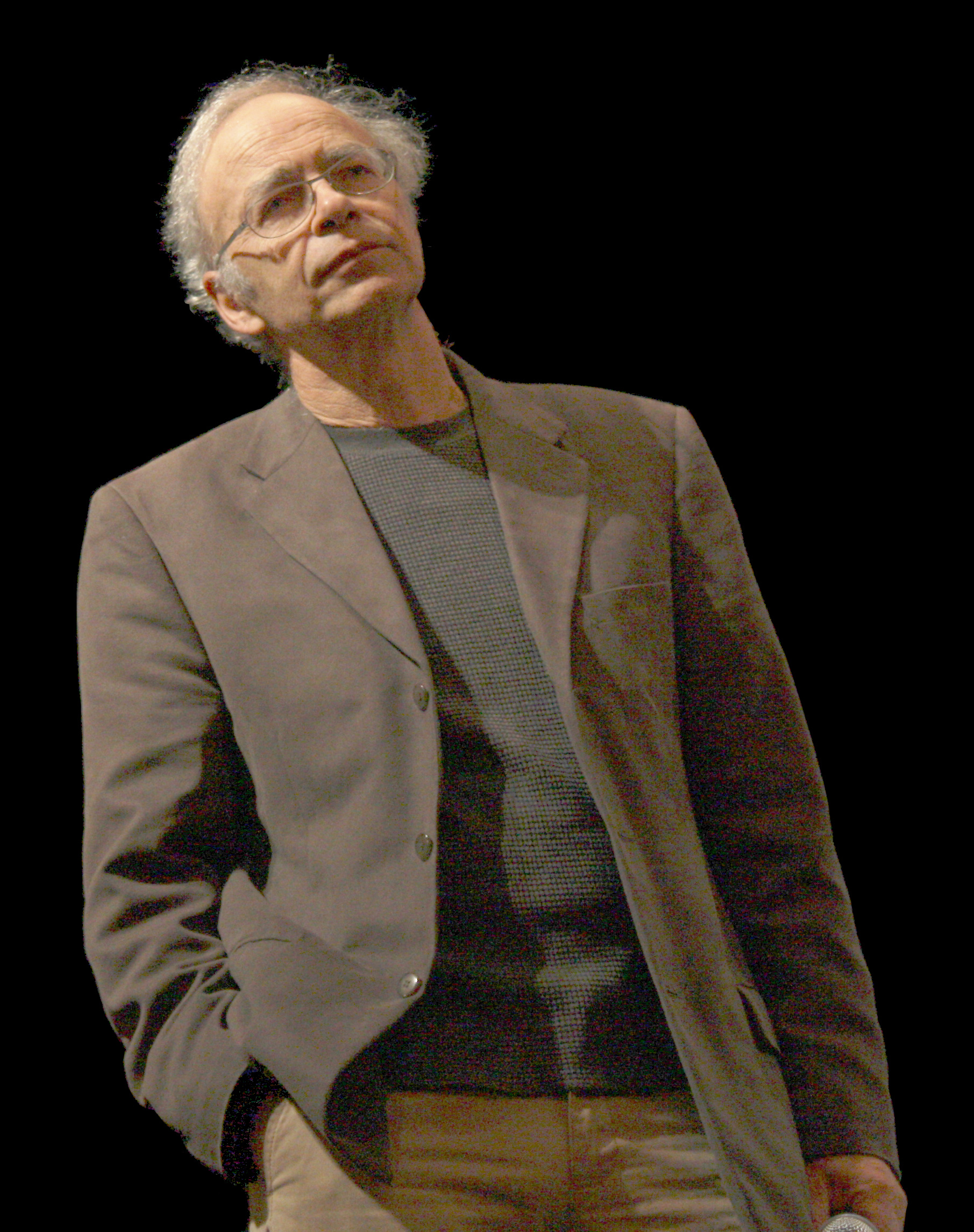
De filosoof Peter Singer is wellicht de meest bekende hedendaagse moraalfilosoof die zich toelegt op de toegepaste ethiek.

### Toegepaste ethiek
De toegepaste ethiek kwam op vanaf de jaren 1960 en 1970, en wil de morele principes, binnen verschillende vakgebieden, toepassen op specifieke maatschappelijke problemen. Voorbeelden zijn de milieuproblematiek, dierenrechten en de bio-ethiek. De politieke filosofie en de rechtsfilosofie zijn, naast hun buiten-ethische aandachtspunten, te beschouwen als respectievelijk  op de maatschappelijke structuren en het recht, toegepaste ethiek. Een belangrijke hedendaagse moraalfilosoof, die zich met actuele onderwerpen bezighoudt is de Australische filosoof Peter Singer.
De belangrijkste tak van de actuele toegepaste ethiek betreft de zogenaamde bio-ethiek. Deze houdt zich bezig met medisch-ethische kwesties, zaken die hebben te maken met ingrepen in het menselijk leven, bijvoorbeeld abortus, euthanasie, genetische verbetering en draagmoederschap. 
Andere toegepast-ethische kwesties betreffen zaken als milieuvervuiling, mondialisering, armoede, hongersnood, immigratie, pornografie, positieve discriminatie en homoseksualiteit. Verder speelt ze een rol met betrekking tot het bedrijfsleven, in de vorm van beroepsethiek, ethisch bankieren en ondernemingsethiek. De ethische subdiscipline van de media-ethiek buigt zich over de maatschappelijke rol van de moderne media.

## Stromingen
Net als elke andere filosofische discipline kent ook de ethiek talrijke stromingen en groepen mensen die overtuigd zijn van bepaalde (morele) principes. Deze principes kan men aanhangen (min of meer) onafhankelijk van het deelgebied van de moraalstudie waarin men zich begeeft. Hoewel het vaak zo is dat elke concrete filosoof andere accenten legt binnen zijn of haar moraalfilosofie, kan men toch een zekere classificatie maken.

### Deontologie
Plichtsethiek of deontologie (van het Grieks δέον, deon, "plicht, verplichting"; en -λογία, -logia) is een ethische stroming die het goede of rechtvaardige definieert aan de hand van de intentie die speelt bij het handelen. Een persoon handelt dus moreel goed als zijn intentie overeenkomt met een correct ethisch motief of plicht. Het staat daarmee in contrast met consequentialisme, dat de aandacht richt op de gevolgen van een morele daad. Binnen de deontologie maken gevolgen echter niets uit, en kan zelfs een daad goed zijn ondanks dat het slechte gevolgen heeft. Vaak bestaat de plicht die men moet volgen uit een variant van de Gulden Regel: doe een ander niet aan wat je ook zelf niet wilt ondergaan. De deontologie is een vorm van beginselethiek.

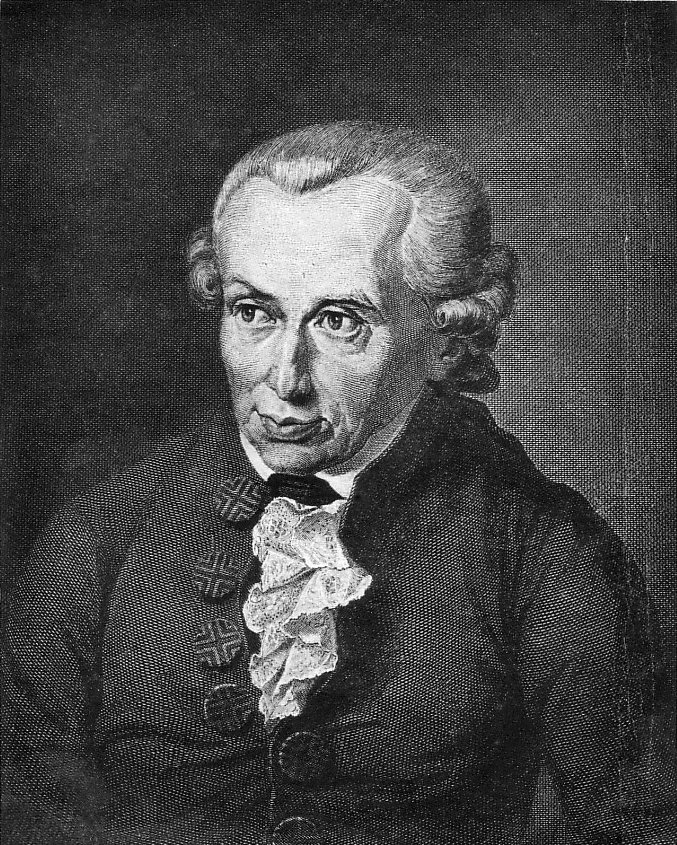
De Duitse filosoof Immanuel Kant is de voornaamste vertegenwoordiger van de deontologie.

De bekendste deontologische theorie vindt men terug in het werk van Immanuel Kant in zijn Kritik der praktischen Vernunft (1788). Hierin formuleerde hij zijn categorische imperatief als leidende regel voor de ethiek. De twee bekendste formuleringen ervan luiden als volgt:
- "Handel zodanig dat je zou willen dat je stelregel verheven werd tot een universele natuurwet."
- "Handel zodanig dat je de mensheid, zowel in de persoon van jezelf als in die van elk ander, altijd tegelijk als doel beschouwt en nooit louter als middel."[31]

Deze categorische imperatief staat voor Kant in schril contrast met hypothetische imperatieven: verplichtingen die een voorwaardelijk karakter of wisselend doel hebben. Een voorbeeld hiervan is de imperatief dat "als men honger heeft, men iets moet eten." Deze is niet absoluut geldig, zoals de categorische imperatief, maar geldt enkel in het geval dat men honger heeft. Voor Kant zijn zulke leidraden echter niet redelijk en niet echt goed. Het enige wat echt goed is volgens Kant is de "goede wil". Terwijl alle andere verlangens en kwaliteiten voor slechte doeleinden gebruikt kunnen worden, kan de "goede wil" nooit op een slechte manier worden gebruikt. Een ander belangrijk onderscheid dat Kant maakt is dat tussen "handelen uit plicht" en "handelen in overeenstemming met de plicht". Een winkelier bedriegt bijvoorbeeld zijn klanten niet en stemt zo overeen met de plicht. Dit doet hij echter niet uit plicht, maar slechts uit economisch eigenbelang en is zo volgens Kant geen ethisch persoon.
De deontologie van Kant werkte ook door in het werk van Émile Durkheim, die er echter een sociale draai aan gaf. Voor Durkheim zijn gedeelde morele feiten, dus waarden en normen die als sociaal feiten werken, noodzakelijk voor het behouden van de sociale orde in een moderne maatschappij. Deze morele feiten ziet hij in navolging van Kant als dwingende plichten die men onvoorwaardelijk moet opvolgen. Een verschil is wel dat er bij Kant nog een god wordt bijgehaald die als ultieme rechtvaardiging van de ethiek functioneert, terwijl bij Durkheim deze rol wordt overgenomen door de maatschappij. Zij die niet aan de morele plichten gehoorzamen worden formeel of informeel gesanctioneerd door de maatschappij zelf.
Een ander voorbeeld van deontologische ethiek vindt men in het werk van libertaire denkers, zoals Robert Nozick (in zijn Anarchy, State, and Utopia, 1974), die een ethische theorie wilden uitbouwen gebaseerd op een reeks simpele eigendomsregels, waarbij het zelf ook als eigendom werd beschouwd. Een daad was hierbij moreel goed wanneer het overeenstemde met ofwel het respect voor de eigendom van iedereen, dan wel overeenkwam met de voorwaarden waaronder geldige transacties van eigendommen konden worden gedaan. Centraal bij het libertarisme staat ook het non-agressieprincipe. Verder vindt men de deontologie vooral terug binnen de medische ethiek.
De voornaamste kritiek op de deontologie is dat ze te strikt en rigide is: alle ethische gevallen moeten met andere woorden onder enkele (of zelfs één) morele plicht vallen. Dit doet volgens sommigen onrecht aan de variëteit van ethische situaties. Ook is het niet altijd duidelijk en goed te verantwoorden waarom bepaalde ethische gegevens moreel fout zijn als men geen enkel beroep mag doen op eventuele gevolgen. Verder kunnen er problemen optreden wanneer verschillende ethische plichten tegen elkaar moeten afgewogen worden.

### Consequentialisme

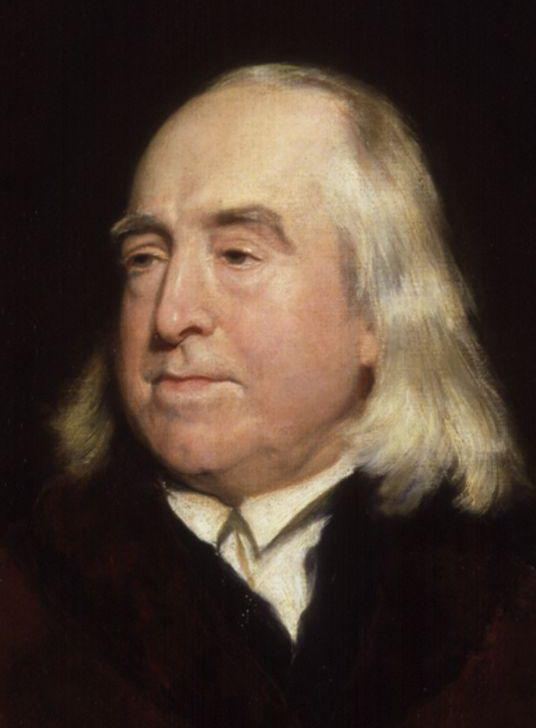
De filosoof Jeremy Bentham was de stichter van de consequentialistische school van het utilitarisme.

Het consequentialisme of gevolgenethiek verwijst naar morele theorieën die stellen dat de gevolgen (consequences) van een bepaalde handeling de basis vormen van een geldig moreel oordeel over die handeling. Dus vanuit een consequentialistisch standpunt is een moreel deugdelijke handeling er een die goede gevolgen of een goede uitkomst heeft. Deze visie wordt vaak verbonden met het aforisme: "Het doel heiligt de middelen."
De term "consequentialisme" werd bedacht door Elizabeth Anscombe in haar essay Modern Moral Philosophy (1958) als beschrijving van wat zij als een centrale fout zag in verscheidene moderne ethische theorieën zoals die terugkwamen bijvoorbeeld bij John Stuart Mill en Henry Sidgwick. Sindsdien is de term wijdt verspreid geraakt binnen de moraalfilosofie.
De beslissende factor binnen het consequentialisme is, zoals eerder vermeld, de grote nadruk op de gevolgen voor de evaluatie van een handeling. Vaak is dit belang van de gevolgen dan ook primair aan andere elementen en overwegingen. Vragen die het consequentialisme bezighoudt zijn onder andere:
- Welke consequenties zijn goed en welke slecht?
- Wat is het voornaamste doel van moreel handelen?
- Hoe moeten gevolgen worden beoordeeld en wie beoordeelt hen?

Een manier om de verschillende vormen van consequentialisme te verdelen is door te kijken naar welke specifieke gevolgen zij als hoogste zien. Zo stelt het hedonistische utilitarisme dat een goede handeling er een is die resulteert in een stijging van het genot en het uiteindelijke doel het grootste geluk voor het grootste aantal is. Daarbij sluit ook het eudaimonistische consequentialisme aan, dat betoogt dat een vol en gelukkig leven het ultieme doel is van de ethiek. Een lichte variant is het esthetisch consequentialisme waarbij het scheppen van schoonheid centraal staat. Men kan echter ook goederen centraal stellen die niet van psychologische aard zijn, zoals gelijkheid van goederen en politieke vrijheid. Ook kan men verscheidene van deze elementen combineren en ze dus samen als doel beschouwen, hoewel men dan het gevaar loopt dat deze verschillende goederen in conflict met elkaar kunnen komen.
De bekendste vorm van het consequentialisme is echter het eerder vernoemde utilitarisme, zo uitgewerkt door Jeremy Bentham en verder door James Mill en de eerder vernoemde Stuart Mill en Sidgwick. Meer hedendaagse vertegenwoordigers zijn R. M. Hare, Peter Singer en J.J.C. Smart. In deze theorie staat het bevorderen van het genot en voorkomen van pijn centraal, met als ultiem doel het grootste geluk voor het grootste aantal.
Een klassieke tegenwerping tegen het utilitarisme is geformuleerd door Robert Nozick in de vorm van het gedachte-experiment van de ervaringsmachine (experience machine): stel dat er een machine bestaat waaraan de mens zich kan koppelen en zo al elk genot beleven wat hij maar wil voor altijd, zonder enige schadelijke gevolgen. De vraag is nu echter of dit de meest ideale situatie voor de mens is. Volgens het utilitaristisch principe van hoogste genot, moet de mens deze situatie wel als hoogst wenselijk zien. Echter vele mensen, geconfronteerd met deze vraag lijken dit toch niet als het meest ideale leven te typeren. Er lijkt nog een andere waarde in het spel: men wil dat het op z'n minst echt is en niet louter een illusie. Verdere kritieken zijn te vinden in het werk van Bernard Williams en Derek Parfit. Parfit formuleerde zo in zijn Reasons and Persons (1984) de repugnant conclusion: een weerzinwekkende conclusie die zou volgen uit het basisprincipe van utilitarisme. Men zou immers, als men enkel het genot moet maximaliseren, een wereld prefereren waarin er heel veel mensen zijn die een leven leiden dat amper de moeite waard is, maar waarbij de totale som van genot wel groter is dan een wereld waarin er minder mensen leven met betere levensomstandigheden.

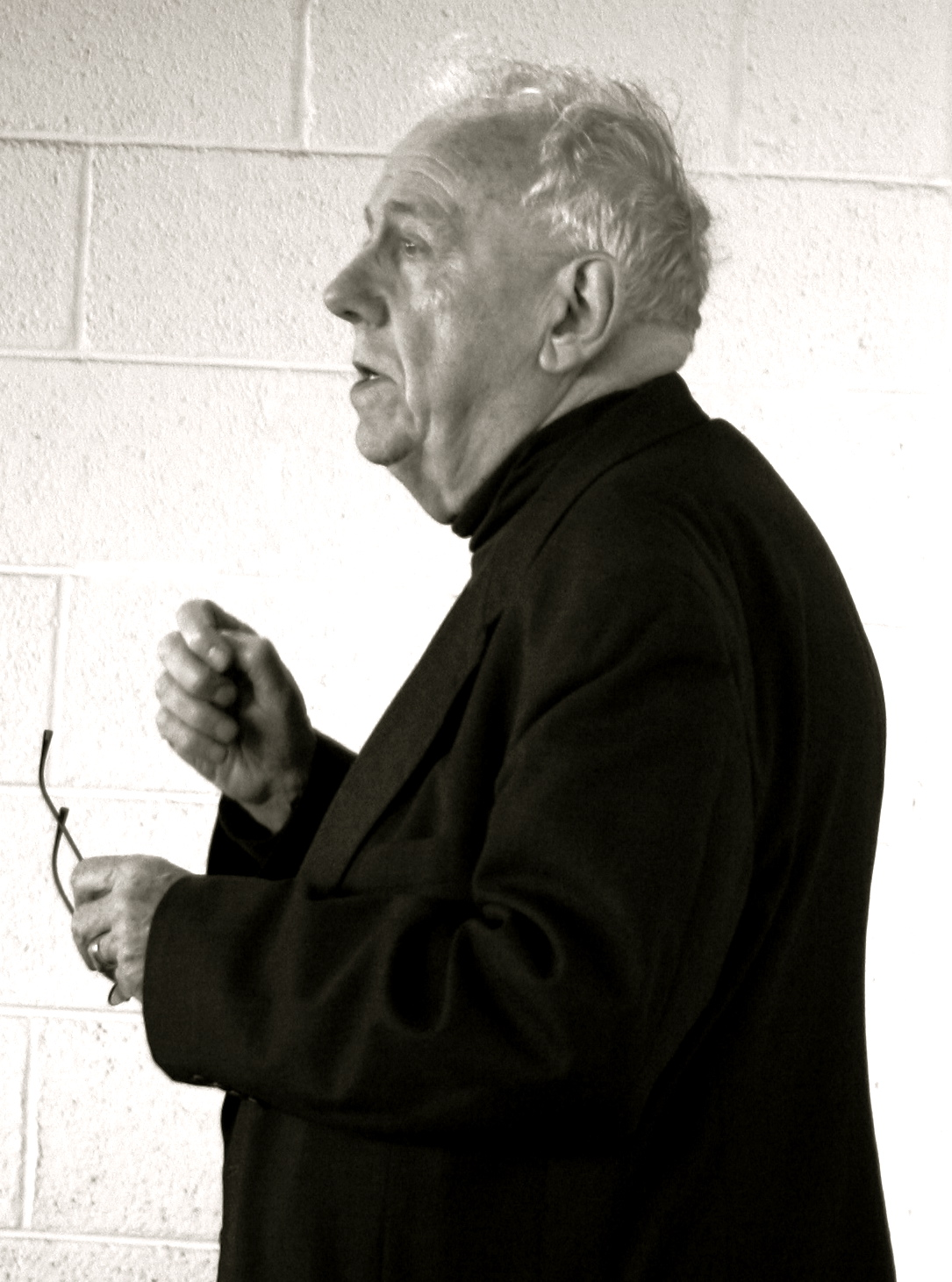
Alasdair MacIntyre verdedigt in zijn werk een moderne vorm van deugdethiek.

### Deugdethiek
De deugdethiek stelt, in tegenstelling tot de eerder vernoemde stromingen, het karakter van de persoon die handelt centraal binnen het moreel oordelen. De deugdethiek bestaat dan ook niet uit regels of bepaalde principes, maar uit een reeks deugden die als leidraad voor het menselijk leven moeten dienen. Dit soort ethiek kwam het eerst voor bij Griekse filosofen als Plato en Aristoteles, maar kent een hele geschiedenis door de filosofie heen. Zo kan men ook bij Thomas van Aquino en David Hume van een deugdethiek spreken, en is het in de hedendaagse filosofie weer naar voren gekomen bij auteurs als Elizabeth Anscombe, André Comte-Sponville en Alasdair MacIntyre. Deugdethiek is een teleologische ethiek, daar het namelijk het bekomen van een gelukkig en deugdzaam leven als doel voorop stelt.
Bij Aristoteles wordt de deugdethiek voor het eerst in de geschiedenis van de filosofie systematisch uiteengezet in zijn Ethica Nicomachea. Volgens Aristoteles handelt de mens altijd omwille van een doel. Concreter onderscheidt hij hier nog twee varianten van: het doel kan ofwel buiten de handeling liggen (bijvoorbeeld ik wil een tekst schrijven om de tekst te bekomen) of in de handeling zelf (bijvoorbeeld een schaakspel speel ik voor het plezier van het spelen zelf). De tweede vorm is voor Aristoteles de belangrijkste, en staat volgens hem centraal in de deugdethiek. Het uiteindelijke doel is echter wel dat van eudaimonia ofwel geluk. De vier centrale deugden, ook wel de kardinale deugden genoemd, zijn moed, gematigdheid, wijsheid en rechtvaardigheid.

### Zorgethiek
De zorgethiek (ethics of care) is een moderne stroming in de moraalfilosofie die de zorg van mensen voor elkaar centraal stelt binnen het ethisch denken. De zorgethiek stelt de zorg voor elkaar en voor de wereld, en het opbouwen van goede intersubjectieve relaties als doel. Zorgethiek wordt vanwege de sterke nadruk op relaties als een eigen stroming gezien. Deze vorm van ethiek heeft moderne wortels in de feministische kritiek op de klassieke morele theorieën, die als te strak en te afstandelijk werden beschouwd.
Twee centrale personen binnen deze stroming zijn Carol Gilligan en Nel Noddings. Gilligan reageerde oorspronkelijk op het werk van de psycholoog Lawrence Kohlberg, die een ontwikkelingsproces van het moreel oordelen bij de mens uitwerkte. Kohlberg kwam hierbij tot de conclusie dat vrouwen moreel gezien minder ontwikkeld waren. Gilligan reageerde hierop door te stellen dat er een verschil is ten aanzien van de wijze waarop vrouwen moreel oordelen, en dat de standaarden die Kohlberg gebruikte te mannelijk waren.
Deze ideeën zijn verder uitgewerkt door verscheidene feministische filosofen, zoals Noddings. Zij stellen dat de traditionele ethiek veel te mannelijk is en gemodelleerd is naar het voorbeeld van een door mannen gedomineerde maatschappij. Te veel nadruk wordt volgens hen gelegd op noties als eigendom, contracten en rechtvaardig heersen, waardoor bepaalde, meer vrouwelijke relaties buiten beeld worden gelaten. Voorbeelden ervan zijn de zorg voor kinderen of patiënten. Binnen deze praktijken staat het spontaan en creatief handelen centraal, en wordt er minder waarde gehecht aan het volgen van regels. Ook wordt er gewezen op de verregaande onpersoonlijkheid en afstandelijkheid die in de traditionele ethiek aanwezig is, terwijl bij de zorgethiek juist de concrete situatie en de persoonlijke interactie met andere mensen als uitgangspunt wordt genomen.
Kritiek op de zorgethiek zou kunnen zijn dat niet echt duidelijk is wat deze ethiek precies onderscheidt van andere soorten ethiek. Het blijkt immers dat elke ethiek betrekking heeft op mensen en zich aanpast aan de situatie. Van andere feministen is er ook kritiek op deze theorie, in die zin dat zorgethiek de onderschikte en onrechtvaardige positie van de vrouw in de maatschappij zou bevestigen. Volgens de zorgethiek zou de vrouw dan totaal anders zijn en daarmee in de traditionele rolpatronen passen waaraan feministen nu juist willen ontsnappen.

### Moreel pluralisme

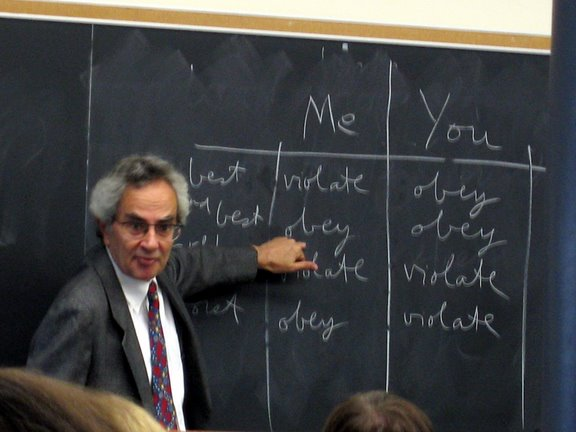
De filosoof Thomas Nagel is een verdediger van het moreel pluralisme.

Een andere mogelijke positie die kan worden ingenomen is het erkennen van verschillende ethische waarden naast elkaar. Het gaat hier dus met andere woorden om een pluralisme van bestaande waarden waarbij deze verscheidenheid aan morele waarden, normen, idealen, plichten en deugden niet kan gereduceerd kan worden tot één soort. Voorstanders van deze benadering zijn onder anderen Isaiah Berlin, John McDowell, Thomas Nagel Charles Taylor en Bernard Williams.
Moreel pluralisme is niet de stelling als zouden er verschillende waardesystemen of standpunten naast elkaar bestaan, maar verschillende soorten van morele waarden. Zoals eerder vermeld gaat het hierbij dan vooral om de stelling dat deze verschillende waarden niet tot één soort gereduceerd kunnen worden, maar onafhankelijk van elkaar blijven en ook zo bestudeerd moeten worden. Iemand als Isaiah Berlin verdedigde een moreel pluralisme omdat hij zich wilde afzetten tegen het "moreel monisme": de stelling dat alle morele conflicten één enkel juist antwoord hebben, en dat al deze antwoorden ook van één enkel coherent moreel systeem af te leiden zijn. Berlin had hier vooral problemen mee omdat hij het enerzijds zag als voedingsbodem voor totalitaire regimes, en anderzijds ook omdat als men in de praktijk gaat kijken waaruit net morele conflicten bestaan, ziet men dat het hier niet gaat om een soort morele verwarring, maar om een botsing van verschillende morele waarden. Iemand als Thomas Nagel beschrijft bijvoorbeeld het ethische doel van het leven als volgt:
"Common sense suggests that each of us should live his own life (autonomy), give special consideration to certain others (obligation), have some significant concern for the general good (neutral values), and treat the people he deals with decently (deontology). It also suggests that these aims may produce serious inner conflict."
Het probleem is echter dat vele filosofen niet bereid zijn zo'n pluralisme te accepteren, en waarschuwen zelfs dat het tot moreel relativisme of moreel scepticisme kan leiden. Ook is het niet duidelijk wat er in dit geval bij een conflict tussen verschillende morele waarden moet gebeuren.

### Andere stromingen
Hoewel de net overlopen vormen van ethiek de meest voorkomende zijn doorheen de geschiedenis van de wijsbegeerte, zijn er echter nog vele andere ethische posities geweest. Zo hebben filosofen binnen het pragmatisme zoals William James en vooral John Dewey een pragmatische ethiek uitgewerkt. Binnen deze opvatting wordt de vooruitgang in de ethiek begrepen op een analoge wijze als bij de wetenschappelijk kennis: het is een sociaal gegeven dat langzaam over verschillende generaties heen evolueert. Dewey vat het merendeel van de menselijke handelingen ook op als gewoontevorming. Ethische handelingen zijn daarbij dan geen complexe rationele handelingen, maar eerder gewoontes door de samenleving aangeleerd. Centraal moet men zich dan ook richten op sociale hervormingen, meer dan volledige theorieën uitwerken van de ethische gevolgen, persoonlijke deugden of plichten.
Verder is er ook nog de Duitse filosoof en socioloog Jürgen Habermas die een discoursethiek heeft uitgewerkt. Habermas vertrekt in zijn werk vanuit de confrontatie met de eeuwig pluralistische en veranderende samenleving en vraagt zich af hoe hier nog normen kunnen gelden. Hij betoogt dat morele normen in zo'n maatschappij hun normatieve geldigheid verkrijgen doordat ze het product zijn van een rationele discussie tussen alle betrokken partijen. Dit is ook meteen het criterium om de geldigheid van deze normen te testen: ze moeten bevraagd worden, of kunnen worden, door alle betrokken partijen die dan tot een consensus komen betreffende deze norm. Normen verliezen, als men ze op deze wijze bekijkt, hun statigheid en afstandelijkheid en worden net een intersubjectief product. Verder van belang is ook de wijze waarop Habermas onderscheid maakt tussen "moraal" en "ethiek". Ethiek gaat over hoe mensen concreet moeten gaan leven, terwijl moraal net over de normatieve randvoorwaarden van een maatschappij gaan, en scheppen dus slechts het kader waarbinnen met zijn eigen leven invulling kan geven. Habermas spreekt zich dan ook niet uit over wat de ethiek net moet inhouden, maar houdt zich slechts bezig met het uitdenken van de normatieve randvoorwaarden - hoewel hij ook daar terughoudend is, want de moraal moet niet bepaald worden door de filosoof, maar net door de mensen zelf, in een rationele discussie.
Ook ethische posities zoals ingenomen door Martin Buber, Emmanuel Levinas, Jean-François Lyotard en Jacques Derrida vallen moeilijk onder een van deze stromingen te plaatsen. Hoewel ze wel wat weg hebben van deontologie, lijken er ook sterke verschillen te zijn. Zo gaat het bij Levinas om de concrete relatie met de Ander, terwijl deontologie gaat over algemeen geldende plichten geabstraheerd van de concrete situatie. Centraal binnen deze benadering staat de notie van alteriteit: in de ethische relatie wordt men geconfronteerd met iets dat radicaal vreemd is aan het zelf en dit iets kan dan ook niet geïntegreerd worden binnen een theorie. Een rigide ethische theorie zou immers de alteriteit ervan ontkennen en het toch nog in het te kennen systeem wringen.

## Moraalfilosofen
- Theodor Adorno
- Elizabeth Anderson
- Elizabeth Anscombe
- Karl-Otto Apel
- Aristoteles
- Thomas van Aquino
- Augustinus van Hippo
- Zygmunt Bauman
- Jeremy Bentham
- Isaiah Berlin
- Martin Buber
- Judith Butler
- Paola Cavalieri
- John Dewey
- Philippa Foot
- Carol Gilligan
- William Godwin
- Jürgen Habermas
- Stuart Hampshire
- Richard M. Hare
- Thomas Hobbes
- Rosalind Hursthouse
- William James
- Hans Jonas
- David Hume
- Immanuel Kant
- Søren Kierkegaard
- Jaap Kruithof
- Jean-François Lyotard
- Alasdair MacIntyre
- John L. Mackie
- John McDowell
- Mary Midgley
- James Mill
- John Stuart Mill
- G.E. Moore
- Iris Murdoch
- Thomas Nagel
- Arne Næss
- Friedrich Nietzsche
- Robert Nozick
- Martha Nussbaum
- Derek Parfit
- Plato
- James Rachels
- John Rawls
- Jean Rostand
- Markies de Sade
- Jean-Paul Sartre
- Fernando Savater
- Max Scheler
- Arthur Schopenhauer
- Henry Sidgwick
- Peter Singer
- J.J.C. Smart
- Adam Smith
- André Comte-Sponville
- P.F. Strawson
- Charles Taylor
- Etienne Vermeersch
- Michael Walzer
- Tetsuro Watsuji
- Dick Willems
- Bernard Williams